# カンパニョーロ

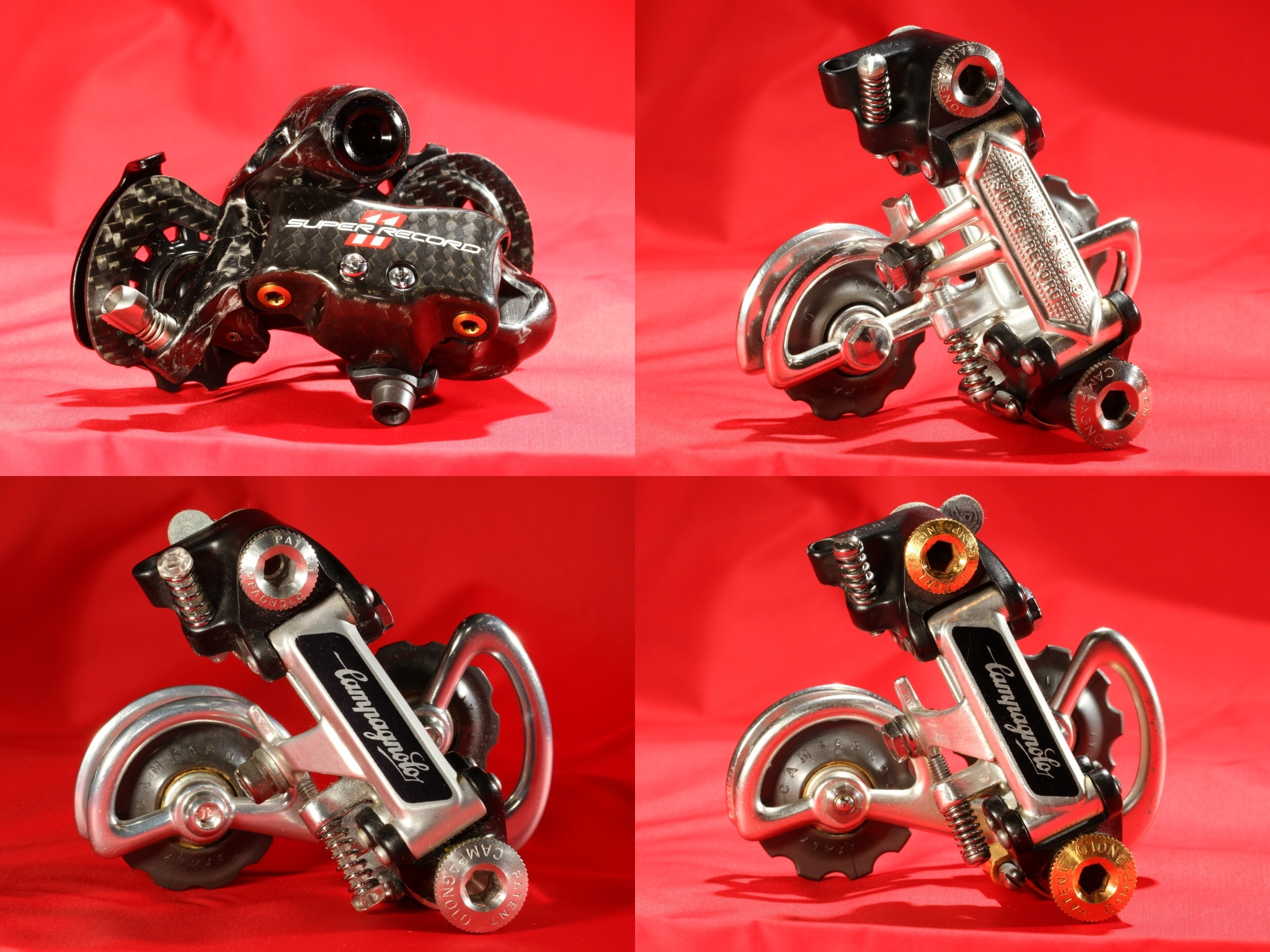
カンパニョーロの歴代リアディレーラー

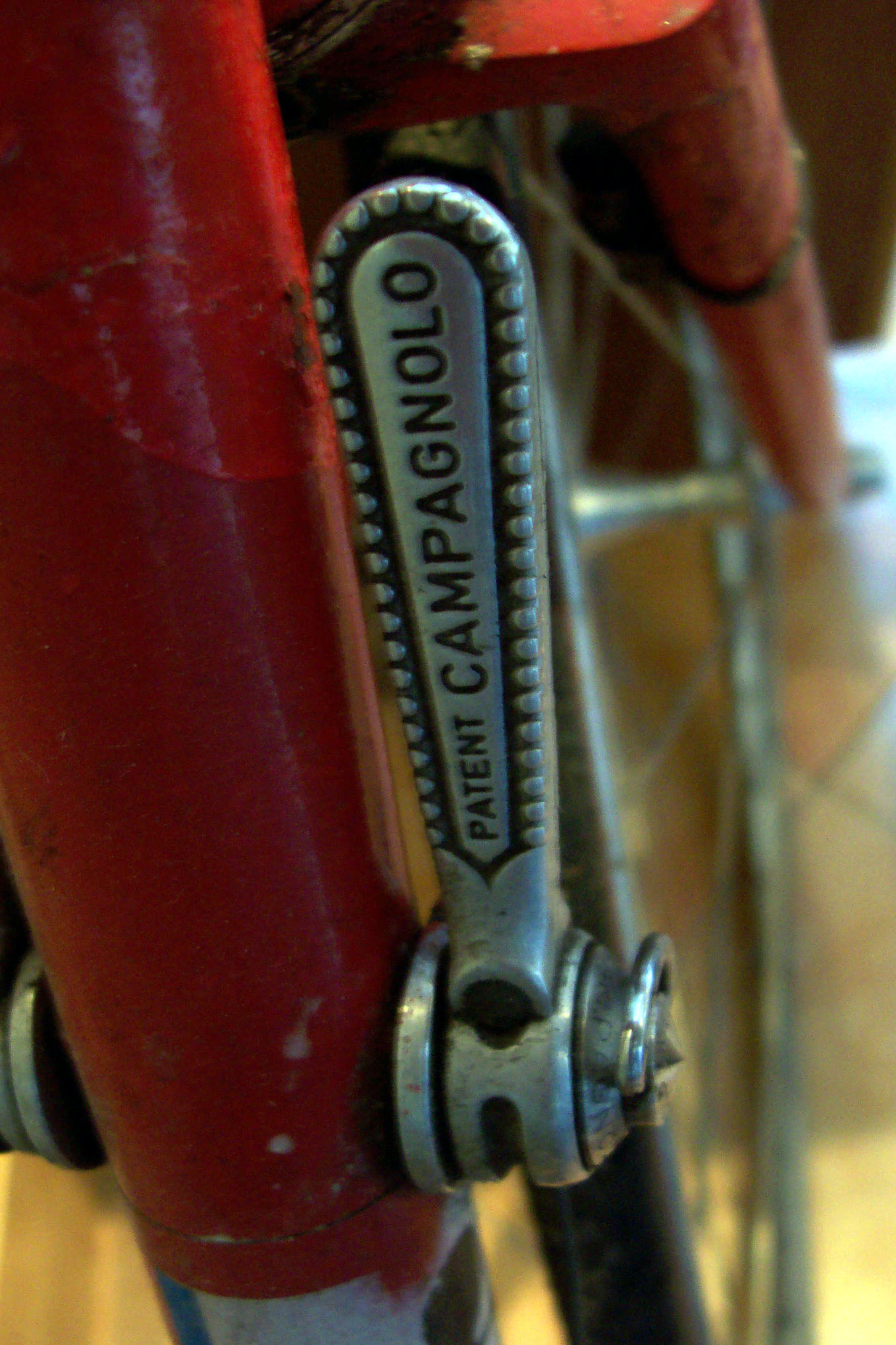
カンパニョーロ製ダブルレバー

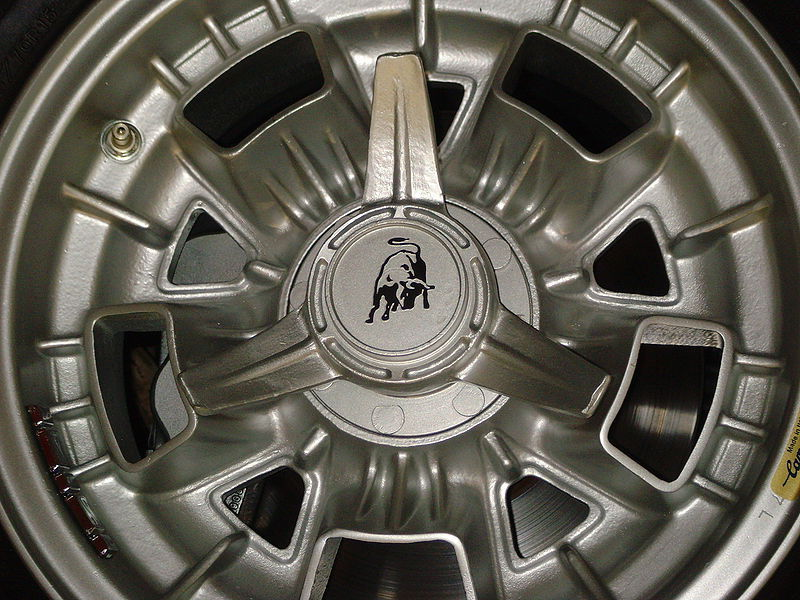
ランボルギーニ・エスパーダ向けにOEM供給している自動車用センターロック式ホイール

カンパニョーロ（伊: Campagnolo s.r.l.）は、トゥッリョ・カンパニョーロ（伊: Tullio Campagnolo , 1901年8月26日 - 1983年2月1日）が創業したイタリアの自転車部品専業メーカーであり､ロードバイク（ロードレーサー）用の部品においては日本のシマノ、アメリカのSRAMとともに市場を寡占している大手である。かつては乗用車用やオートバイ用マグネシウム合金ホイールも製造しており、ホイール製造部門はその後テクノマグネシオ (Tecnomagnesio) に分離し、現在は「MIM ホイール (MIM Wheels)」のブランドとして存続。
Campagnolo は英語圏においては campy と呼ばれていることが多い。コンポーネントのブランド名に一部英語名が使われているが、record（レコルド）の単語はイタリア語にも存在している。

## 歴史
トゥッリョは自転車の競技者であったが、実家であるカンパニョーロ家は作業場を持つ金物屋であった。そこで彼は自分の経験を生かし、自転車の部品の製造を開始する。これがカンパニョーロ社の創業の経緯である。
1927年のレースにおいてドロミテにあるクローチェ・ダウネ峠での苦い経験から、レバー1つ捻るだけで車輪の着脱が出来るクイックリリース（「クイックレリーズ」の呼称で呼ばれることが多い）、通称「クイック」を発明した。
従来はハブボルトにネジを切り、エンドに蝶ナット（ウイングナット）で留めていたのだが、1927年11月に、26歳のトゥッリョが参戦したレースの上りにおいて、ホイール両側の歯数が異なるギアを入れ替えようにも峠で付着した泥が凍りつき、かじかんだ手では蝶ナットが回せず、車輪を外せなかった経験による。
社章は、クイックレバー付きの、翼が生えた車輪が盾の中に描かれたもの。「クイック」は現在ではスポーツ用自転車（特にロード用）には不可欠の装備となっている。また、この経験をしたオーネクロス峠の名は、後にパーツセット「クローチェ・ダウネ（ドーネ）」に冠された。
1949年、縦型パンタグラフを2本のワイヤーで引いて動作させる変速機をミラノの展示会に出品する。1950年には変速機に1本のバネを組み込むことによってワイヤー1本だけを引くことで縦型パンタグラフを動作させる変速機を発表した。1952年に変速機構の部品位置をあまり変化させないで安定した動作が得られるよう、コグセット中心下方向に向かって動作するように取り付け角度を改良して、1980年代の製品まで続く完成形を見出した。
1950年代末から乗用車用やオートバイ用マグネシウム合金ホイールを製造。1981年頃、テクノマグネシオ社に自動車ホイール部門が吸収された。
1989年、1992年にはマウンテンバイクのコンポーネントにも参入したが、市場に食い込むことができずに撤退している。1990年代には日本のシマノがブレーキレバーとシフトレバーを一体化したSTIシステムを投入したが、カンパニョーロ社もザックス社と協力して「エルゴ・パワー」なるシステムを開発してこれに追随した。
2002年、2012年には自転車用アパレル事業にも参入したが、市場に食い込むことができずに撤退している。デイトナ (Daytona) グループセットがケンタウル (Centaur) に改名。
2004年、カーボンクランクがレコードとコーラスに追加。2005年、ケンタウルとコーラスにフラットバーロード用のシフト、ブレーキレバーを発表。2006年、ベアリング外装型クランク/ボトムブラケットシステムであるウルトラトルク (Ultra-Torque) 発表。
2007年、ミラージュ (Mirage) とキセノン (Xenon) グループの10スピード化およびウルトラトルクを用いた新しいグループセット発売を発表。レコードグループのハブがそれまでのアルミポリッシュから黒に変更され、同時にグリスホールも廃止される。
2008年には翌年からラインナップを一新して11速を上位モデルに採用することを発表し、2008年のツール・ド・フランスでは機材を供給しているチームの一部選手が使用した。スーパーレコードの名称が復活。スーパーレコード、レコード、コーラスの3グループセットが11速化される。台湾に自社工場を設立。コストダウンを図る。2009年、コーラスより下のグループとしてアテナ (Athena) グループセットが復活。
2014年、カンパニョロ初の電動変速システム、スーパーレコードEPS発表。2015年、コーラス、レコード、スーパーレコードのクランクがそれまでの5アームから4アームに変更。2015年、新グループセット、ポテンツァ (Potenza) グループセット発表。2018年、スーパーレコード、レコードが12速化。

## 日本でのカンパニョーロ
シマノの膝元である日本でも一定のファンが存在する。一方、ヨーロッパでは価格と信頼性からシマノ製品に押され気味である。同水準の性能のシマノ製品と比較すると価格は極めて高額である。
また、フラグシップモデルであるシマノの「デュラエース」とカンパニョーロの「スーパーレコード」（かつては「レコード」が最上位グレードだったが、11速化により1つ下になった）の日本国内での販売価格（希望小売価格）は、後者が前者のほぼ2倍である。シマノと比較すると消耗品が高価であり、かつては補修部品の入手が難しかったことから、使用頻度が高い人はシマノを選択することが多い。補修部品に関しては、カンパニョーロジャパン設立によって以前より改善が見られるが、いまだ良好とはいえない。なおNJS規格審査を通過して競輪用トラックレーサーに使用が認められた部品もあり、2012年10月現在、自社による登録認定部品はないが、二次部品として他社の部品に組み込まれ練習用として使用されているものもある。

## 製品の特徴
クランク
上位機種ではクランクアームの素材にカーボンを多用するのが特徴である。インナーギヤの径が小さいコンパクトクランクの採用は2004年と早かった。
クランクアームの左右の締結がボルト1本で完了する「ウルトラトルク」を採用する。これはレース機材としての性能に整備性も含まれるとの設計思想から来ている。以前は下位モデルには「パワートルク」と呼ばれる極めて整備性の悪い締結方式を採用していた。これは取り付けは上位モデル同様ボルト1本でできるものの、取り外しはギアプーラーが必要となる方式であった。ただ、パワートルクには改良が加えられ、取り外しもボルト1本で管理できる「パワートルク＋」の方式（ウルトラトルクとは異なる）も後になって採用されていた。結局全モデルにおいて整備性の高いウルトラトルクが採用された。
2018年のモデルチェンジにより、スーパーレコードのクランクには変速時のチェーンリングの変形を抑制するためのリブが追加された。このリブは最上位機種であるスーパーレコードのみに採用され、これまでラインナップのグレード間で大きな視覚的変化を作らなかったカンパニョーロとしては異例のモデルチェンジといえる。
変速機
カンパニョーロにおいては、ブレーキレバーに変速機構を内包する機構を「エルゴパワー」と呼称している（シマノの場合はデュアルコントロールレバーと呼ぶ）。シフトアップ用のレバーをブラケット内側に配置し、シフトダウン用レバーをブレーキレバー後方に配置する。ブレーキレバーをシフトダウン用レバーと兼用するシマノに対して、カンパニョーロはブレーキ操作と変速操作用のレバーがそれぞれ独立している。これは「ワンレバーワンアクション」の設計思想で、走行中の咄嗟の操作時に誤操作を予防するためである。
変速機構が単純なため、故障した際の修理や部品交換が容易である。また、旧モデルの補修パーツの供給も十分に行われている。この補修パーツの入手性の良さは、変速の内部機構をグレード間で共有することによる補修パーツの少数化も影響している可能性がある。
機械式変速の場合、近年はグレードによって変速の操作方式を変えている。上位モデルには、一度のレバーアクションで最大5段シフトアップできる「ウルトラシフト」が搭載されている一方、下位グレードには最大1段のシフトアップが可能な「パワーシフト」が採用されている。シフトダウンに関しては全グレード共通で最大3段までである。2014年に登場した電子制御式の変速機は、全モデルでその変速機が有する変速段数分だけ一気変速できる。
ブレーキ
絶対的な制動力よりもスピードコントロールを目的とした仕様である。そのため簡単にタイヤをロックさせられるシマノと比較して制動力不足とする意見があるが、カンパニョーロは制動力のコントロール幅が広く使いやすいとする意見も存在する。

## パーツセット
カンパニョーロは変速機・駆動系・制動系を1つのグループとして設計しており、この纏まりを「グループセット」と呼称している。グループセットは主に同一グレード間のものであるが、ボトムブラケットやチェーンは他のグレードに共有されることがある。
カンパニョーロのグループセット一覧（2020年現在の現行品）
- スーパーレコード (Super Record) : 前2速、後12速
- レコード (Record) : 前2速、後12速
- コーラス (Chorus) : 前2速、後12速
- ポテンツァ11 (Potenza11) : 前2速、後11速
- ケンタウル (Centaur) : 前2速、後11速

|                        | 機械式変速 リムブレーキ | 電子式変速 リムブレーキ | 機械式変速 ディスクブレーキ | 電子式変速 ディスクブレーキ |
| スーパーレコード (12s) | ○                       | ○                       | ○                           | ○                           |
| レコード (12s)         | ○                       | ×                       | ○                           | ×                           |
| コーラス (12s)         | ○                       | ×                       | ○                           | ×                           |
| ポテンツァ11 (11s)     | ○                       | ×                       | ○                           | ×                           |
| ケンタウル (11s)       | ○                       | ×                       | ×                           | ×                           |

|                  | ウルトラシフト | パワーシフト |
| スーパーレコード | ○              |              |
| レコード         | ○              |              |
| コーラス         | ○              |              |
| ポテンツァ11     |                | ○            |
| ケンタウル       |                | ○            |

## ギャラリー
カンパニョーロ製品の例
- Campagnolo Super Record リアディレーラー (1983年)
- Campagnolo Super Record クランクセット
- 倍力機構を採用した三角型センタープルブレーキ (1980年代のハイエンド)
- Campagnolo Record キャリパーブレーキ
- Campagnolo SL road ペダル (1980年代)
- Campagnolo Nuovo Gran Sport リアディレーラー (1980年代)
- Campagnolo Khamsin ホイール
- Campagnolo Centaur Ergopower シフターつきブレーキレバー (2011年)
- Campagnolo Record ボトムブラケット